# Alpparken

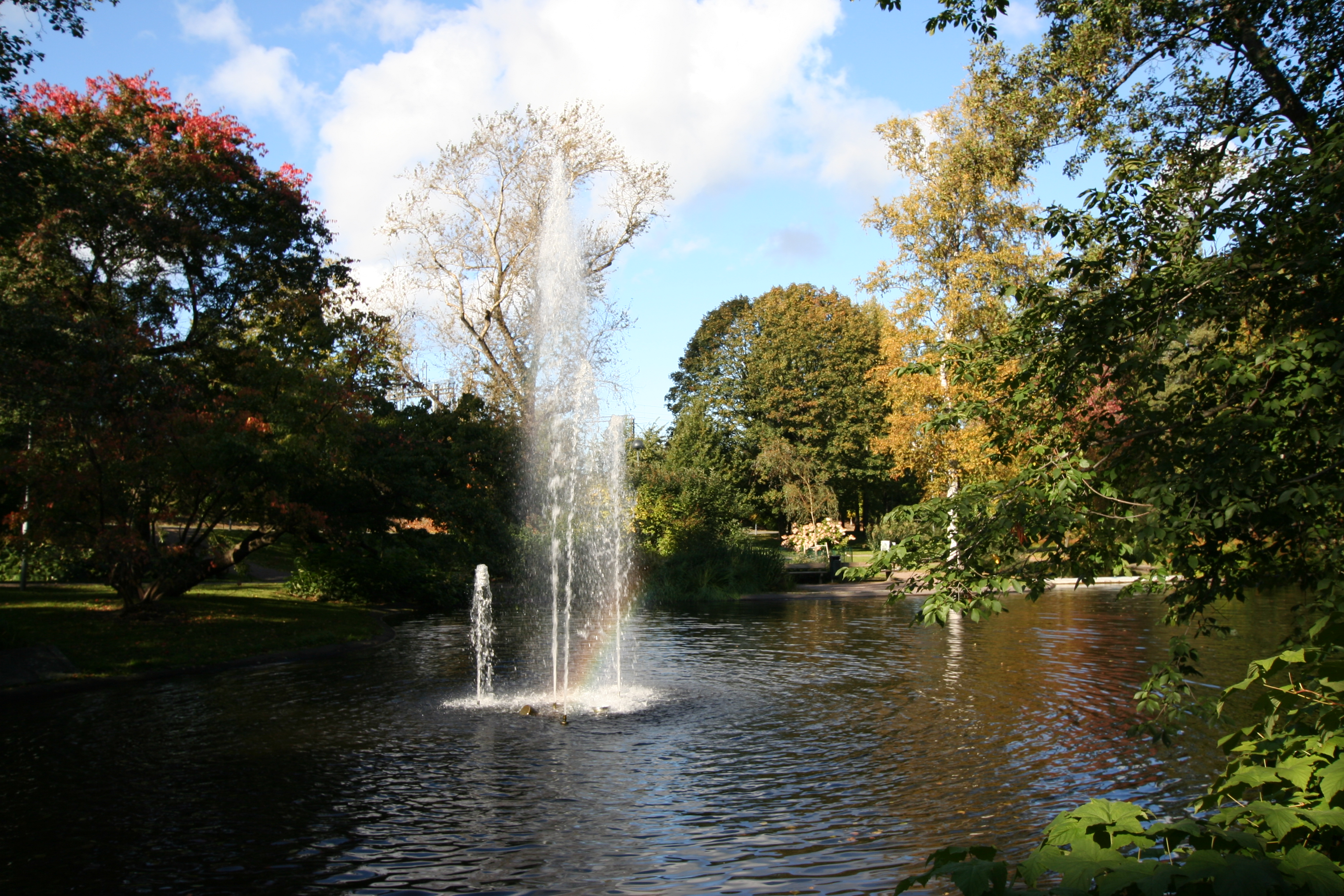
Fontän i Alpparken

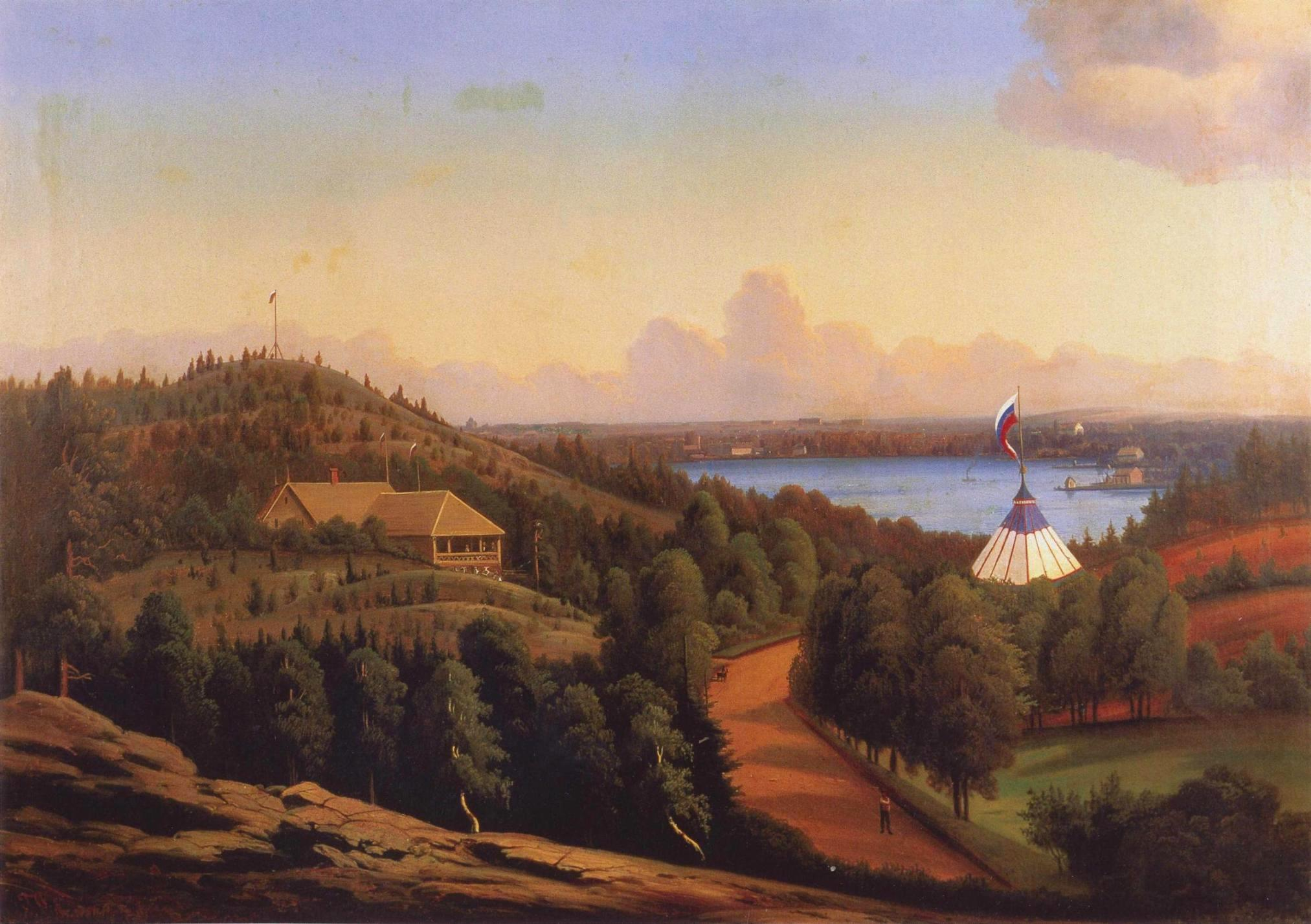
Thorsten Waenerbergs målning av den södra delen av nuvarande Alpparken 1876. Till vänster ligger restaurangen Alphyddan, till höger Kejsarpaviljongen och i bakgrunden Borgbacken och Tölöviken.

Alpparken (finska: Alppipuisto) är en 16,5 hektar stor park i Alphyddan i Helsingfors. Alpparken gränsar till Helsingegatan i söder, järnvägen i väster, Viborgsgatan i nordost och Tivolivägen och Leninparken i öster. Mitt i parkområdet ligger nöjesparken Borgbacken, som är avskild från det grönområde som bildas av Alpparken och Leninparken.

## Historik
År 1851 grundades ett parkbolag som byggde den stora Djurgårdsparken. Området där den nuvarande Alpparken ligger, tillhörde denna park. Järnvägen mellan Helsingfors och Tavastehus, som byggdes 1858–1862, delade Djurgårdsparken i två delar. Henrik Borgström hyrde området  på den östra sidan av banan och grundade där restaurang Alphyddan, varifrån Alpparken fått sitt namn. Restaurangen brann ner 1875, byggdes upp igen och brann slutligen ner 1951. Nära restaurangen låg den så kallade Kejsarpaviljongen, ritad av Frans Anatolius Sjöström inför ett besök av kejsar Alexander II i samband med Finlands allmänna industriutställning 1876.
På 1800-talet var Alpparken ett friluftsområde. Åren 1875–1907 var parken upplåten för Finska trädgårdsföreningen och sedan 1908 har parken skötts av Helsingfors stad. Alpparken renoverades 1913–1914 enligt plan av stadsträdgårdsmästaren Svante Olsson. Då skapades bland annat parkkorridorerna som slingrar sig runt dammarna. Den nuvarande planen för parken ritades av trädgårdsarkitekten Lars Liljefors 1985. Enligt denna plan byggdes bland annat paviljonger, som ritades 1987 av Pekka Myllymäki (född 1960).
I slutet av 1940-talet hyrdes Vattenborgsbacken ut till Stiftelsen Barnens Dag, som 1950 öppnade nöjesfältet Borgbacken. Den östra delen av Alpparken renoverades för en trädgårdsutställning 1961–1962 och blev 1970 en egen park, Leninparken.